# Benei bronzhüdria
A benei hüdria (vagy hydria) a Beregszásztól (Ukrajna, Kárpátalja) mintegy 13 km-re délkeletre elterülő Bene (ukránul Бене) községből került elő. A bronzedényre a Borzsa-folyó jobb partján fekvő település határában bukkantak rá, közvetlenül az Ungvár – Rahó országút Borzsa fölött átívelő hídja alatt. Az i. e. V. század közepére datálható antik görög darab előállítási helye egyelőre bizonytalan. 42 cm magas, legszélesebb részén 32 cm átmérőjű. Fülei palmettás, spirális szalagos alapzaton álló szirének. A fül ábrázolásának párhuzama egy Vulciban előkerült bronzamforáról ismert.
Schtrantz Lajos körjegyző 1906. február 27-én adományozta az Erdélyi Nemzeti Múzeumnak, ahol az Érem- és Régiségtárban I.6094 számon katalogizálták. Bronzból öntött víztartó edény, kétoldali vízszintes szállító füllel, és egy harmadik, függőlegesen álló és nagyobb füllel, amely a tartalom kiöntését könnyítette meg. Az edénytípus jellegzetes ábrázolásai gyakoriak, neve ὺδρία (hüdria vagy hydria), amely név önmagában is a vízzel kapcsolatos szerepére utal. Még két néven említhették: χάλπις és χάλπη (kalpisz vagy kalpe). Ez utóbbi nevek az edény formájára utalnak: ezek a hüdria olyan változatai, amelyeknél csak két fogantyú van, és az edény nyaka nem különül el élesen a testétől.
A hüdria név első ismert előfordulása i. e. 560 körüli, és az attikai nyelvjárásokra jellemző. A kalpisz aiól és ión nyelvű.
A benei hüdria egyfajta átmenet a kalpisz és a hüdria között, mivel bár testét egyetlen fémöntvénnyel állították elő, mégis a talpa eredetileg szegecselt volt, és az nem is került elő.
Lásd még: Hüdria

## Külső hivatkozások
epa.oszk: Dr. Pósta Béla cikke (1914)